# John Wizards
John Wizards je hudební skupina, která vznikla v roce 2010 v Kapském Městě v Republice Jižní Afrika. V současné době vydávají pod hlavičkou hudebního vydavatelství Planet Mu. Skupinu tvoří zpěvák a kytarista John Withers, zpěvák Emmanuel Nzaramba, bubeník a perkusista Raphael Segerman, baskytarista a kláveskák Alex Montgomery, kytarista Tom Parker a kytarista a klávesák Geoff Brink. V září 2013 vydali své debutové album John Wizards, které obsahovalo singly „Lusaka by Night“ a „Muizenberg“.

## Diskografie
Studiová alba
- John Wizards (2013)

Singly
- „Lusaka By Night“ (2013)
- „Muizenberg“ (2014)